# Cyamopsis tetragonoloba
Cyamopsis tetragonoloba – gatunek rośliny jednorocznej z rodziny bobowatych o nazwie zwyczajowej guar. Występuje na obszarach półpustynnych, głównie na glebach piaszczystych. Osiąga od 0,5 do 2 m wysokości. W przeszłości wykorzystywana jako wysokobiałkowa pasza dla bydła, od II wojny światowej wykorzystywana jako źródło gumy guar, pozyskiwanej z bielma nasion.

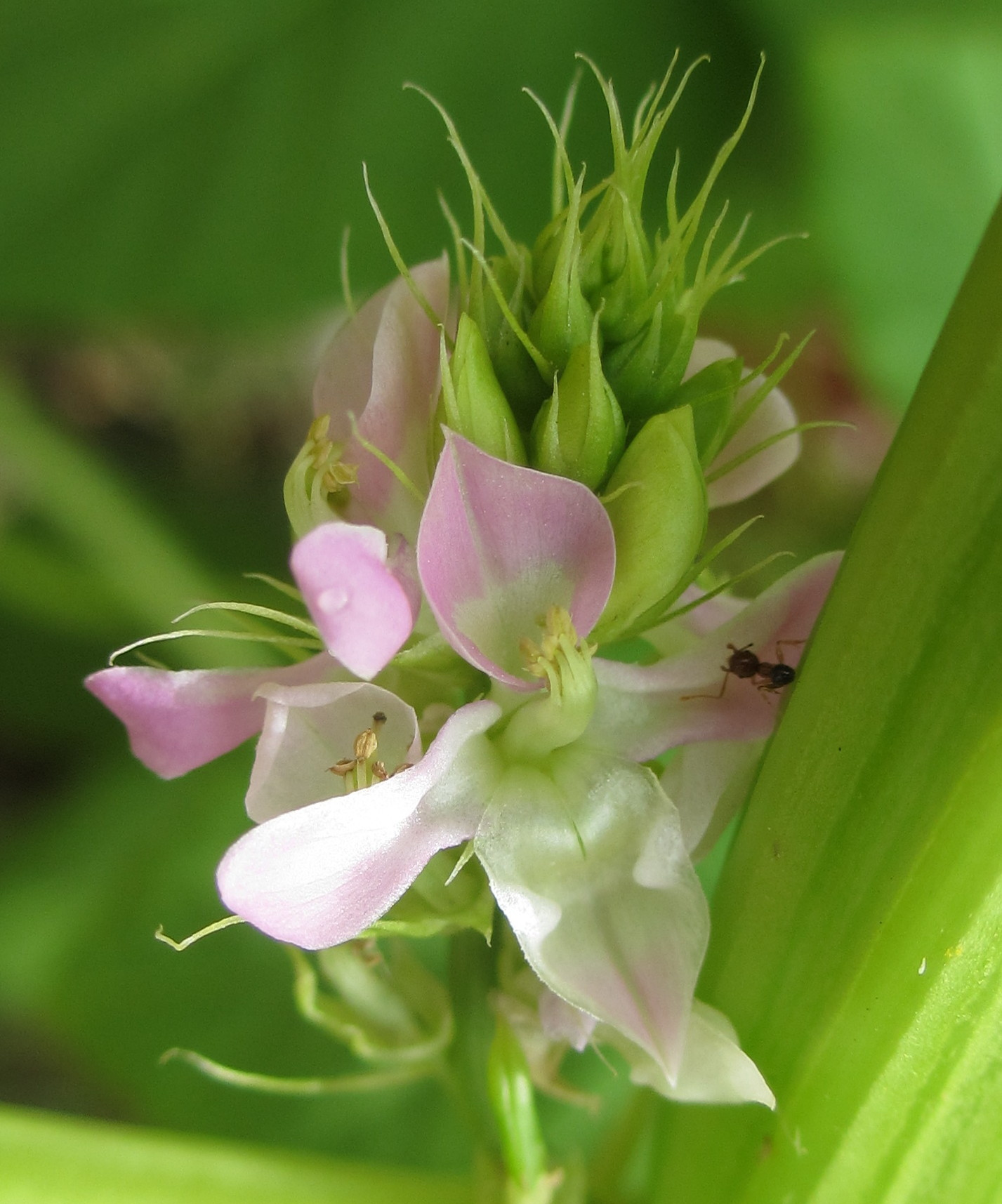
Kwiatostan